# Bola de gamba

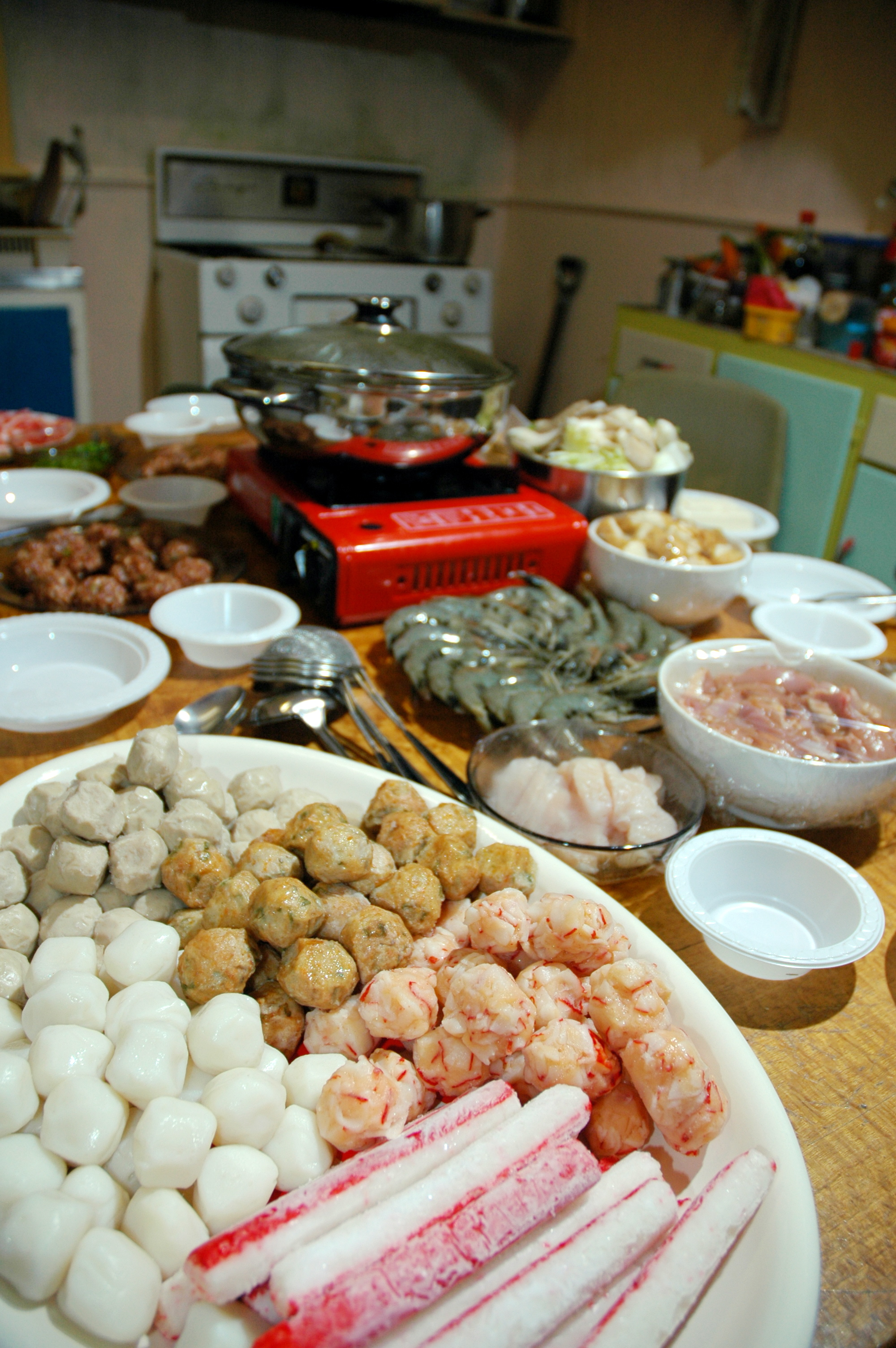
Pescado procesado, incluyendo (desde la izquierda) bolas de pescado, de calamar, de gamba, de cangrejo, y palitos de cangrejo (surimi).

Las bolas de gamba (en chino simplificado, 虾球; en chino tradicional, 蝦毬; pinyin, xiā qiú) son un alimento procesado frecuente en el sur de China y las comunidades chinas de otros países del sureste asiático, con origen en la gastronomía de Chaoshan (este de Guangdong). Como sugiere el nombre, se trata de bolas hechas de carne de gamba finamente picada.